# Archipoeta
Archipoeta (1130 – 1165) è il nom de plume con cui è conosciuto un celebre poeta goliardico tedesco del XII secolo, tra gli autori tramandati nei Carmina Burana.

## Biografia
Poche e incerte le notizie biografiche: nativo forse di Colonia, dal 1161 lavorò in Renania al servizio di un alto prelato (forse Rainaldo di Dassel), che seguì nei suoi spostamenti attraverso l'Europa medievale. Fu autore di dieci celebri testi poetici e di una Confessio Goliae in cui descrive sé stesso come un tipico goliarda, anche se la critica recente ha in parte ridimensionato questa sua immagine licenziosa.

## Opere
- Confessio Goliae
- Di lui ci sono rimasti solo dieci testi poetici:
  - I: Lingua balbus, hebes ingenio
  - II: Fama tuba dante sonum
  - III: Omnia tempus habent
  - IV: Archicancellarie, vir discrete mentis
  - V: Nocte quadam sabbati somno iam refectus
  - VI: En habeo versus te precipiente reversus
  - VII: Archicancellarie, viris maior ceteris
  - VIII: Presul urbis Agripine
  - IX: Salve, mundi domine, Cesar noster, ave!
  - X: Estuans intrinsecus ira vehementi

### Edizioni e traduzioni
- Fleur Adcock (a cura di), Hugh Primas and the Archpoet, Cambridge Medieval Classics, vol. 2, 1st, Cambridge, Cambridge University Press, 1994, ISBN 0-521-39546-1. URL consultato il 5 agosto 2010. (Preview available on Google Books)
- The Archpoet: Confession, in Medieval Latin, Revised by Joseph Pucci, 2nd, Chicago & London, University of Chicago Press, novembre 1997  [1925],  pp. 566-571, ISBN 0-226-31713-7. (Preview available on Google Books)
- Section 20.4: The Archpoet (fl. 1160), in Reading Medieval Latin, Reprint of the 1st, Cambridge, Cambridge University Press, 2002  [1995],  pp. 347-352, ISBN 0-521-44747-X. URL consultato l'8 agosto 2010. (Preview available on Google Books)
- J. A. Symonds, Chapter V: The Confession of Golias, in Wine, Women, and Song. Students' Songs of the Middle Ages, Reprint of the 1907, Mineola, Dover Publications, 2002  [1884],  pp. 53–62, ISBN 0-486-41913-4. URL consultato l'8 agosto 2010 (archiviato dall'url originale il 10 dicembre 2010). (Preview available on Google Books)
- (DE) Die Gedichte des Archipoeta [The Poetry of the Archpoet], 1st, Heidelberg, Carl Winter / Universitätsverlag, 1958.
- George Frisbie Whicher, The Goliard Poets: Medieval Latin Songs and Satires, New York, New Directions, 1949.
- (FR) Carmina Burana, 1st, Paris, Imprimerie nationale Éditions, coll. La Salamandre, 1995, ISBN 2-7433-0000-0.

### Studi
- Francis Cairns, The Archpoet's Confession, in Mittelateinisches Jahrbuch, vol. 10, 1975,  pp. 100-105.
- Francis Cairns, The Archpoet's Confession: Sources, Interpretation and Historical Context, in Mittelateinisches Jahrbuch, vol. 15, 1980,  pp. 87-103.
- Francis Cairns, The Archpoet's 'Jonah-Confession' (Poem II): Literary, Exegetical, and Historical Aspects, in Mittelateinisches Jahrbuch, vol. 18, 1983,  pp. 168-193.
- Peter Dronke, The Medieval Lyric, 1st, London, Hutchinson University Library, 1968.
  - Re-edition:  Peter Dronke, The Medieval Lyric, Reprint of 1996's 3rd, Cambridge, D. S. Brewer, 2002, ISBN 0-85991-484-4. (Preview available on  Google Books)
- (LA) Peter Dronke, The Art of the Archpoet: A Reading of "Lingua Balbus", in The Interpretation of Medieval Lyric Poetry, 1st, New York & London, Columbia University Press & Macmillan, 1980,  pp. 22–43, ISBN 0-333-24816-3.
- (EN, FR) Peter Dronke, The Medieval Poet and His World, Raccolta di Studi e Testi, vol. 164, 1st, Rome, Edizioni di Storia e Letteratura, 1984. (Preview available on Google Books)
- Peter Dronke, The Archpoet and the Classics, in Latin Poetry and the Classical Tradition. Essays in Medieval and Renaissance Literature, 1st, Oxford, Clarendon Press, 1990,  pp. 57-72, ISBN 0-19-920174-9.
  - Re-edition:  Peter Dronke, The Archpoet and the Classics, in Sources of Inspiration: Studies in Literary Transformations, 400–1500, Raccolta di Studi e Testi, vol. 196, 1st, Rome, Edizioni di Storia e Letteratura, 1997,  pp. 83-100. (Preview available on Google Books)
- Peter Godman, Chapter VI: Archness, in The Silent Masters: Latin Literature and Its Censors in the High Middle Ages, 1st, Princeton, Princeton University Press, 2000,  pp. 191–227, ISBN 0-691-00977-5. URL consultato il 6 agosto 2010. (Preview available on Google Books and https://www.questia.com/read/99845021[collegamento interrotto])
- Peter Godman, Paradoxes of Conscience in the High Middle Ages: Abelard, Heloise and the Archpoet, Cambridge Studies in Medieval Literature, vol. 75, 1st, Cambridge, Cambridge University Press, 2009, ISBN 978-0-521-51911-3. URL consultato il 6 agosto 2010.
- Peter Godman, The Archpoet and Medieval Culture, 1st, Oxford, Oxford University Press, 2014, ISBN 978-0-19-871922-9. URL consultato il 23 novembre 2015. (Preview available on Google Books)
- James Hardin e Hasty Will (a cura di), The Archpoet, in Dictionary of Literary Biography: German Writers and Works of the Early Middle Ages: 800–1170, vol. 148, 1st, Gale, dicembre 1994,  pp. 8-9, ISBN 978-0-8103-5709-9. URL consultato il 24 maggio 2011.
- Charles Homer Haskins, The Renaissance of the Twelfth Century, Cambridge & London, Harvard University Press, 1971  [1927], ISBN 0-674-76075-1. (Preview available on Google Books)
- J. L. Heller, A Note on the So-Called Confession of Golias, in Speculum, vol. 8, n. 2, Cambridge, Medieval Academy of America, aprile 1933,  pp. 257-258, DOI:10.2307/2846758, JSTOR 2846758.
- (LA) William Thomas Hobdell Jackson, The Politics of a Poet: the Archipoeta as Revealed by his Imagery, in Philosophy and Humanism: Renaissance Essays in Honor of Paul Oskar Kristeller, 1st, New York, Columbia University Press, 1976,  pp. 320–338, ISBN 90-04-04378-0. (Preview available on Google Books)
- William Thomas Hobdell Jackson, Introduction, in The Interpretation of Medieval Lyric Poetry, 1st, New York & London, Columbia University Press & Macmillan, 1980,  pp. 1–21, ISBN 0-333-24816-3.
- Priscilla Ann Miner, Tradition and originality in the extant poems of the Archpoet, Berkeley, University of California, 1960.
- Joseph Pucci, Job and Ovid in the Archpoet's Confession, in Classica et Mediaevalia, vol. 40, Copenhagen S, Museum Tusculanum Press, 1989,  pp. 235-250, ISSN 0106-5815 (WC · ACNP).
- Rebecca E. Sammel, Carnival Confession: The Archpoet and Chaucer's Pardoner, in Müller (a cura di), Parody: Dimensions and Perspectives, Rodopi Perspectives on Modern Literature, 1st, Amsterdam, Rodopi, 1997,  pp. 169-190, ISBN 90-420-0181-X. (Preview available on Google Books)
- Yu (IUrii Konstantinovich) Shcheglov e A. (Aleksandr Konstantinovich) Zholkovsky (Zholkovskiī), II. The Archpoet of Cologne's arch poetics: Deep and surface structures of his "Confession" in service of an ambivalent theme, in Poetics of Expressiveness: A Theory and Application, Linguistic and Literary Studies in Eastern Europe, vol. 18, Amsterdam, John Benjamins Publishing Company, 1987,  pp. 255–304, DOI:10.1075/llsee.18, ISBN 90-272-1522-7, ISSN 0165-7712 (WC · ACNP). (Preview available on Google Books)
- Steven Shurtleff, The Archpoet as Poet, Persona, and Self: The Problem of Individuality in the Confession, in Philological Quarterly, vol. 73, n. 4, Iowa City, University of Iowa, Department of English, 22 settembre 1994,  pp. 373-384, ISSN 0031-7977 (WC · ACNP), OCLC 1762267. URL consultato il 6 agosto 2010.
- Marilyn B. Skinner, The Archpoet's use of the Jonah-figure, in Neophilologus, vol. 57, n. 1, gennaio 1973,  pp. 1-5, DOI:10.1007/BF01515779, ISSN 0028-2677 (WC · ACNP).
- Helen Waddell, The Wandering Scholars of the Middle Ages, Ann Arbor Paperbacks, vol. 199, Third reprint of 1989's, Ann Arbor, University of Michigan Press, 1992  [1927], ISBN 978-0-472-06412-0. URL consultato l'8 agosto 2010 (archiviato dall'url originale il 19 giugno 2010). (Preview available on Google Books)
  - Re-edition:  Helen Waddell, Chapter VII: The Archpoet, in The Wandering Scholars of the Middle Ages, Reprint of 1936's 6th, Mineola, Dover Publications, 2000  [1927],  pp. 161-176, ISBN 0-486-41436-1.
- Ernst Robert Curtius, European Literature and the Middle Ages, Translated from the German by William R. Trask. With a New Afterword by Peter Godman, Bolligen Series, vol. 36, Princeton, Princeton University Press, 1990  [1948], ISBN 0-691-01899-5. URL consultato il 6 agosto 2010 (archiviato dall'url originale il 24 luglio 2010).
- Peter Dronke, Le antologie liriche del Medioevo latino, in Forms and Imaginings: From Antiquity to the Fifteenth Century, Raccolta di Studi e Testi, vol. 243, 1st, Rome, Edizioni di Storia e Letteratura, luglio 2007,  pp. 129-144, ISBN 978-88-8498-371-8. (Preview available on Google Books)
- Archpoet, in Key Figures in Medieval Europe: An Encyclopedia, Sandra Clayton-Emmerson, Associate Editor, Routledge Encyclopedias of the Middle Ages, 1st, New York, Routledge/Taylor & Francis Group, 2006,  p. 44, ISBN 0-415-97385-6. URL consultato il 6 agosto 2010. (Preview available on Google Books)
- Horst Fuhrmann, Germany in the high Middle Ages c.1050–1200, Cambridge Medieval Textbooks, Reprint of 1995's 3rd, Cambridge, Cambridge University Press, 2001  [1986], ISBN 0-521-31980-3. (Preview available on Google Books)
- Godman, Peter (2014). The Archpoet and Medieval Culture. Oxford: Oxford University Press. ISBN 978-0198719229.
- Peter Godman, The World of the Archpoet, in Mediaeval Studies, vol. 71, Toronto, Pontifical Institute of Mediaeval Studies, 2009,  pp. 113-156.
- The Archpoet, in German Writers and Works of the Early Middle Ages 800–1170, Dictionary of Literary Biography, vol. 148, Gale, dicembre 1994,  pp. 8–9, ISBN 0-8103-5709-7. URL consultato l'8 agosto 2010 (archiviato dall'url originale il 30 novembre 2013). (Summary of the article at BookRags.com)
- Millett Henshaw, Review: [untitled], in Modern Philology, vol. 35, n. 2, University of Chicago Press, novembre 1937,  pp. 195-197, DOI:10.1086/388299, JSTOR 434431.
- Archpoet, in Medieval Germany: An Encyclopedia, Routledge Encyclopedias of the Middle Ages, 1st, New York, Routledge/Taylor & Francis Group, gennaio 2001,  pp. 21–22, ISBN 0-8240-7644-3. URL consultato il 10 agosto 2010. (Preview available on Google Books)
- Paul Lejay, Classical Latin Literature in the Church, in Herbermann, Charles George (a cura di), The Catholic Encyclopedia, vol. 9, 2nd, New York, The Encyclopedia Press, 1913,  pp. 32-34. URL consultato il 23 maggio 2011.
- Herbert Marcuse, The German Artist Novel: Introduction, in Art and Liberation, 1st, Abingdon / New York, Routledge, 2007,  pp. 71–81, ISBN 978-0-415-13783-6, LCCN 97154404. (Preview available on Google Books)
- William C. McDonald e Ulrich Goebel, German Medieval Literary Patronage from Charlemagne to Maximilian I, Amsterdam, Rodopi, 1973.
- Colin Morris, The Discovery of the Individual, 1050–1200, Medieval Academy Reprints for Teaching, Fourth reprint of 1987's, Toronto, University of Toronto Press, 2004  [1972], ISBN 0-8020-6665-8.
- Olive Sayce, Latin Poets from Antiquity to the Middle Ages, in Exemplary Comparison from Homer to Petrarch, 1st, Cambridge, D. S. Brewer / Boydell Press, febbraio 2008,  pp. 84–140 (esp. section 113–115), ISBN 978-1-84384-099-2. URL consultato il 9 febbraio 2012. (Preview available on Google Books)
- (EN) Latin Literature in Christianity (Sixth to Twentieth Century), in Catholic Encyclopedia, New York, Encyclopedia Press, 1913.
- Salvatore Battaglia, Goliardi, in Enciclopedia Italiana, Roma, Istituto dell'Enciclopedia Italiana, 1933. URL consultato il 18 agosto 2019.
- Clerici Vagantes, in Enciclopedia Italiana, Roma, Istituto dell'Enciclopedia Italiana, 1931. URL consultato il 18 agosto 2019.

## Nella cultura di massa
- L'Archipoeta compare come personaggio nel romanzo Baudolino di Umberto Eco, dietro lo pseudonimo di "Poeta".